# معرض فيرماخت

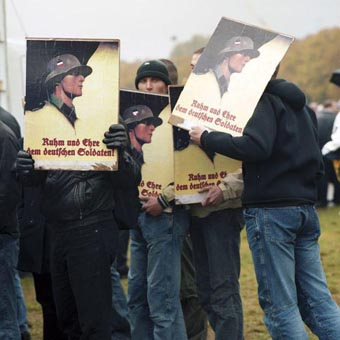
متظاهرون من النازيين الجدد ضد معرض ميونيخ في 12 أكتوبر 2002، يحملون لافتات مؤيدة للفيرماخت

معرض فيرماخت (ألماني لـ "Wehrmacht Exhibition") عبارة عن سلسلة من معرضين يركزان على جرائم الحرب التي قام بها الفيرماخت خلال الحرب العالمية الثانية. كانت المعارض مفيدة في تعزيز فهم أسطورة الفيرماخت النظيف في ألمانيا. تم تنظيم كلا المعرضين من قبل معهد هامبورغ للبحوث الاجتماعية (معهد هامبرجر فور سوزيالفورشونج)؛ الأول تحت عنوان «حرب الإبادة. جرائم الفيرماخت 1941 إلى 1944»(Vernichtungskrieg. Verbrechen der Wehrmacht 1941 bis 1944)،  افتتح في هامبورغ في 5 مارس 1995 وتنقل بين 33 مدينة ألمانية ونمساوية. حضره 800000 زائر كما ادعى المنظمون. حاول المعرض الثاني - الذي تم عرضه لأول مرة في برلين في نوفمبر 2001 - حل الخلاف الكبير الناتج عن المعرض الأول وفقًا للمعهد.

## التاريخ
حضر المعرض الشهير والمثير للجدل ما يقدر بنحو 1.2 مليون زائر خلال العقد الماضي. باستخدام الوثائق المكتوبة من تلك الحقبة والصور الأرشيفية، أظهر المنظمون أن الفيرماخت «شارك في تخطيط وتنفيذ حرب إبادة ضد اليهود وأسرى الحرب والسكان المدنيين». المؤرخ هانز هير وجير هانكل أعداهما.
اهتزت وجهة نظر الفيرماخت «التي لا تشوبها شائبة» بسبب الأدلة المادية التي عرضت على الجمهور في مدن مختلفة بما في ذلك هامبورغ وميونيخ وبرلين وبييفيلد وفيينا ولايبزيغ. في التاسع من مارس عام 1999 في الساعة 4:40 صباحًا، وقع هجوم بالقنابل على المعرض في ساربروكن، مما ألحق أضرارًا بمبنى المدرسة الثانوية للكبار الذي يضم المعرض وكنيسة شلوسكيرتش المجاورة.

## معرض منقح، 2001-2004
تمت إعادة تسمية المعرض المنقح Verbrechen der Wehrmacht. Dimensionen des Vernichtungskrieges 1941–1944. («جرائم الفيرماخت الألمانية: أبعاد حرب الإبادة 1941-1944»). ركزت على القانون الدولي وعقد وتنقل من 2001 إلى 2004. منذ ذلك الحين، تم نقله بشكل دائم إلى متحف Deutsches Historisches في برلين.

## الأفلام
كان الفيلم الوثائقي Der unbekannte Soldat (الجندي المجهول) للمخرج مايكل فيرهوفين في دور السينما منذ أغسطس 2006، وهو متاح على قرص DVD منذ فبراير 2007.